# 751 Faina
751 Faina је астероид главног астероидног појаса са пречником од приближно 110,50 .
Афел астероида је на удаљености од 2,937 астрономских јединица (АЈ) од Сунца, а перихел на 2,164 АЈ.
Ексцентрицитет орбите износи 0,151, инклинација (нагиб) орбите у односу на раван еклиптике 15,609 степени, а орбитални период износи 1488,517 дана (4,075 године).
Апсолутна магнитуда астероида је 8,66 а геометријски албедо 0,049.
Астероид је откривен 28. априла 1913. године.